# Signore delle cime
Signore delle cime è un canto-preghiera di ispirazione popolare, con testo e musica composti nel 1958 dal compositore vicentino Giuseppe (Bepi) de Marzi, all'epoca ventitreenne.
Destinato ad essere eseguito dal coro de I Crodaioli di Arzignano, fondato dallo stesso De Marzi, Signore delle cime è divenuto ben presto un successo mondiale, tradotto in molte lingue ed elaborato per diversi tipi di ensemble.
Il brano è un moderno epicedio, una commemorazione funebre di De Marzi in ricordo dell'amico Bepi Bertagnoli, travolto da una slavina nel 1951 durante un'ascensione solitaria sul monte Gramolon nell'Alta Valle del Chiampo. Il canto è stato eseguito per la prima volta nell'ottobre del 1958 in occasione della cerimonia di posa di una lapide a ricordo del defunto.
Ma l'occasione contingente, solo adombrata nel testo (Un nostro amico hai chiesto alla montagna), non ne ha impedito la ricezione in breve tempo come canto di universale immedesimazione.
La semplicità d'impianto e il grande impatto emotivo lo hanno reso parte del repertorio di numerosi cori polifonici e popolari. La semplice melodia, accompagnata da armonie tradizionali ma non scontate, è abbinata ad un testo che unisce sentimento, pietas popolare e devozione cristiana.

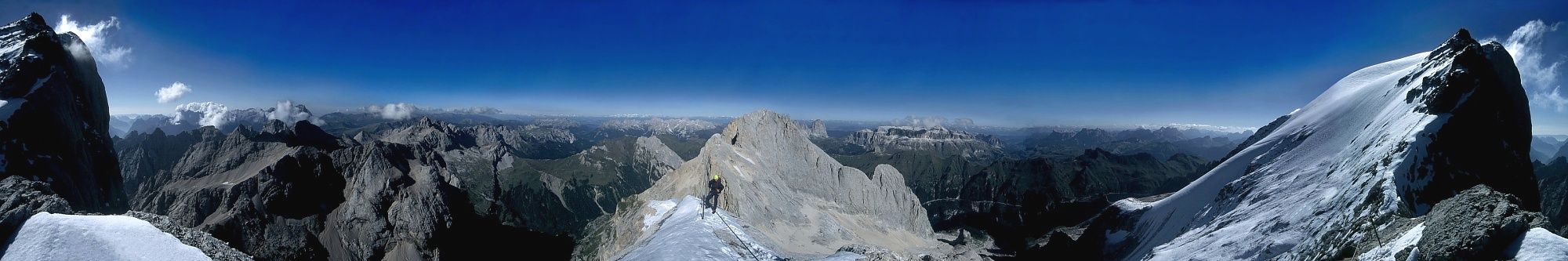
La Marmolada

## Il testo
Il canto distribuisce su una medesima melodia due strofe formate da quartine di versi endecasillabi sciolti (si può comunque osservare il poliptoto tra le finali del secondo e quarto verso della prima strofa montagna:montagne). Entrambe le strofe terminano con la medesima invocazione:
[...] Su nel Paradiso
Lascialo andare per le Tue montagne.
La musica prevede la ripetizione dei due emistichi del terzo verso: nella prima strofa con una reduplicatio pura e semplice, nel secondo caso con una curiosa variante: il primo emistichio ("il nostro amico") invece di essere ripetuto letteralmente è sostituito dall'ipermetro "(il) nostro fratello", per altro in rima con il secondo verso (mantello:fratello).

### Testo completo
(Testo completo di Signore delle cime)

### Prima strofa
La prima strofa è rivolta a Dio.
Ispirandosi agli inni religiosi, il testo del canto comincia con una invocazione al Dio del cielo, Signore delle cime, ad indicarne la caratteristica di punto di contatto tra cielo e terra, di divinità non confinata a distanze iperuranie.
Il secondo verso esprime invece lo sbigottimento e la domanda di senso che ogni morte accidentale suscita al cuore dell'uomo: "Tu, o Signore, hai chiesto alla montagna la vita di un nostro amico".
La parte finale, nello stile dell'omiletica e della retorica, termina con una perorazione, rivendica la positività ultima del Mistero insondabile: chi muore non è destinato alla morte, ma alla vita eterna, trasfigurata come prosecuzione dell'attività alpinistica del defunto per le Tue montagne.

### Seconda strofa
La seconda strofa, sintatticamente parallela alla prima, è rivolta alla Madonna, "Signora della neve", la cui natura di mediatrice tra l'uomo e il Mistero è tinteggiata come una "deposizione" della tradizione figurativa, simboleggiata dall'immacolato sudario di neve che si invoca sul defunto, trasformando la slavina in simbolo di purezza e di redenzione.

## La musica

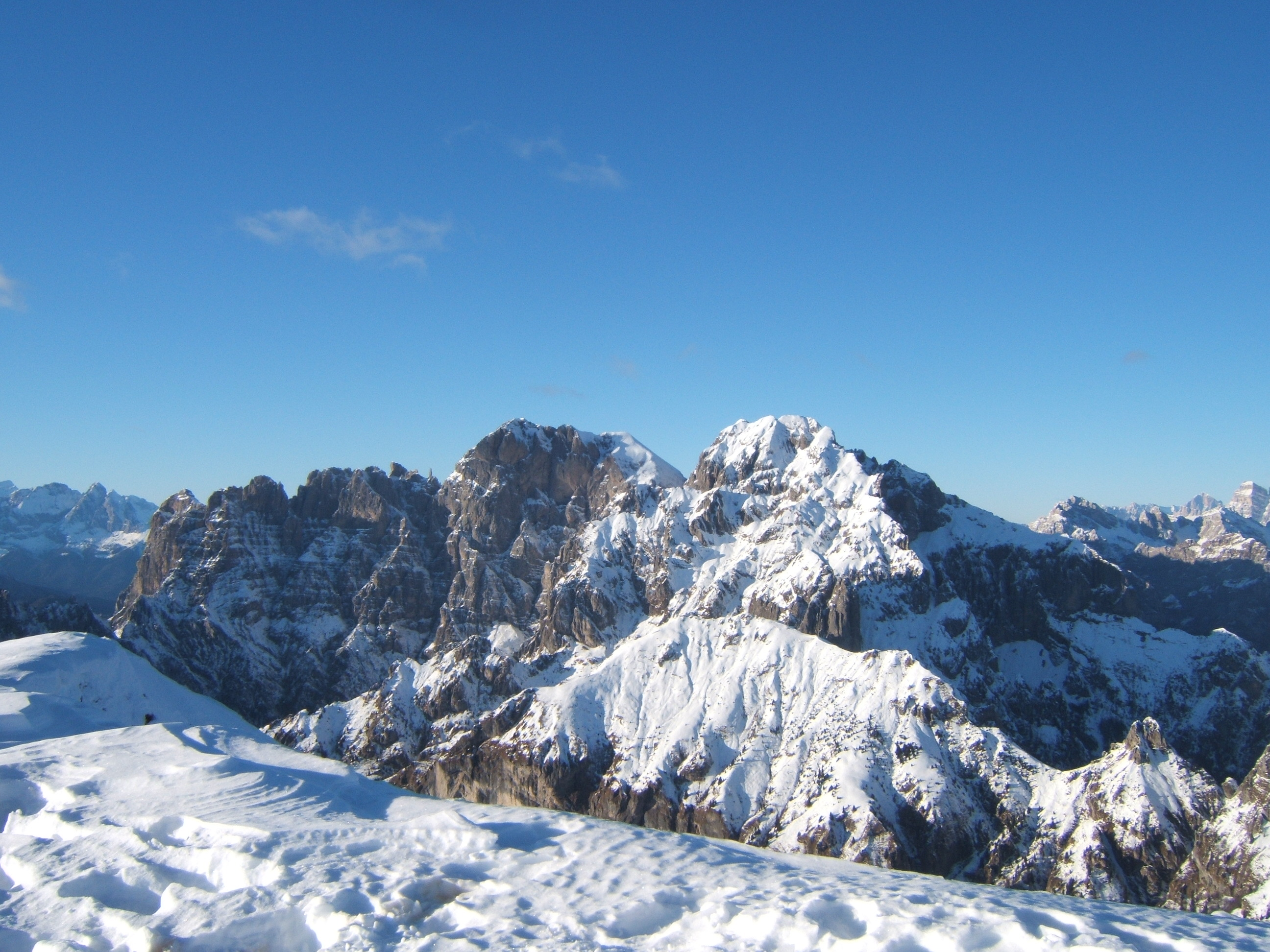
Veduta gruppo dello Schiara (Belluno) dal monte Serva.

La musica, concepita in concomitanza con il testo, è in costante contatto con esso e ne è inestricabile complemento: non compaiono in essa madrigalismi né espedienti innovativi, ma una riproposizione della sapiente arte del corale filtrata da un'esperienza memore del canto alpino e delle ultime manifestazioni del Movimento Ceciliano di inizio secolo.

### Melodia
La melodia del canto è caratterizzata da un andamento generalmente per gradi congiunti, con un arco melodico nel primo verso, una scala discendente in corrispondenza del secondo verso.
Il terzo verso, come già accennato, ha un trattamento melodico elaborato che prima espande il testo con una progressione armonica ascendente, in corrispondenza del primo emistichio, per chiudere con una scala discendente nel secondo. La melodia assegnata all'ultimo verso possiede infine alcune caratteristiche che la rendono particolare: l'unica alterazione melodica e l'assenza di quella clausola discendente che aveva caratterizzato le precedenti frasi-verso.

### Armonia
Le armonie del corale sono imperniate sulla dialettica tra modo maggiore e relativo minore.
La struttura omoritmica, nell'assenza di un vero e proprio contrappunto, affida all'armonia il compito di sottolineare il rapporto tra testo e musica.
Sono presenti modulazioni ma di carattere transitorio. L'unico punto in cui il cromatismo fa capolino, a sottolineare un fervore religioso in lotta con il dubbio e lo sbigottimento, è in corrispondenza del primo emistichio del terzo verso (nella prima strofa alle parole "Ma ti preghiamo" e nella seconda alle parole "Il nostro amico"). Come in un climax ascendente, questo procedimento armonico porta ad un insperato ritorno alla musica d'impianto (passaggio sottolineato in quel punto dalle semiminime discendenti nella parte dei bassi).
L'ultima sezione rispecchia armonicamente l'inizio, ma invece di condurre all'inquietante accordo di dominante della relativa minore, porta alla certezza del ritorno alla tonica d'impianto.